# Yanagawa Nobusada
En aquest nom japonès, el cognom és Yanagawa.

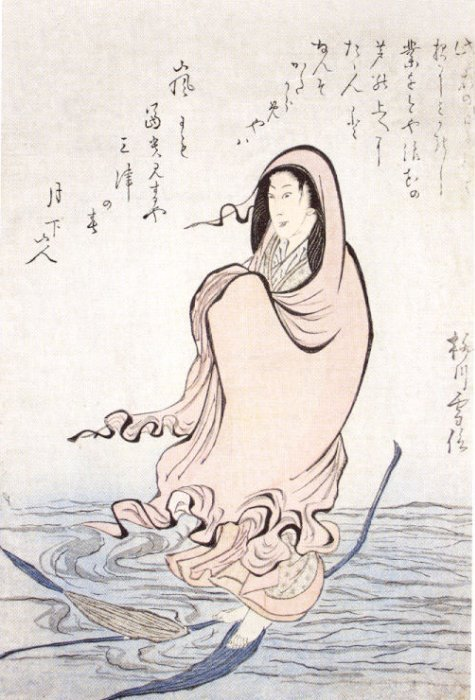
L'actor Arashi Tomisaburō com a Daruma creuant el riu Iangtsé sobre un jonc. Xilografia de Yanagawa Nobusada, 1822

Yanagawa Nobusada (japonès: 柳川信貞) va ser un dissenyador de xilografies de l'estil ukiyo-e d'Osaka que va estar en actiu del 1822 al 1832 aproximadament. El seu mestre, Yanagawa Shigenobu, li va donar el nom (goh) de Yanagawa Yukinobu (japonès: 柳川雪信). Un gravat de 1823 dona constància del canvi de nom de Yukinobu (雪信) a Nobusada (信貞).

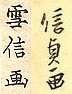
Signatures de Yanagawa Nobusada: "Yukinobu ga" (esquerra) i "Nobusada ga" (dreta)